# Mecole Hardman
Carey Mecole Hardman (Bowman, 12 marzo 1998) è un giocatore di football americano statunitense che milita nel ruolo di wide receiver per i Green Bay Packers della National Football League (NFL).

## Carriera universitaria
Hardman al college giocò a football con gli Georgia Bulldogs dal 2016 al 2018. Nel corso della sua carriera fece registrare 60 ricezioni per 961 yard e 11 touchdown. Come kick returner ritornò 39 punt per 592 yard e un touchdown.

## Carriera professionistica

### Kansas City Chiefs
Hardman fu scelto nel corso del secondo giro (56º assoluto) del Draft NFL 2019 dai Kansas City Chiefs. Debuttò come professionista subentrando nella gara del primo turno contro i Jacksonville Jaguars senza fare registrare alcuna ricezione. La settimana successiva, partito come titolare al posto dell'infortunato Tyreek Hill, ricevette 4 passaggi per 61 yard dal quarterback Patrick Mahomes, segnando il suo primo touchdown. A fine stagione fu convocato per il Pro Bowl come kick returner e inserito nel Second-team All-Pro dopo avere guadagnato 871 yard su ritorno. Come wide receiver terminò con 26 ricezioni per 538 yard e 6 touchdown. Il 2 febbraio 2020 partì come titolare nel Super Bowl LIV contro i San Francisco 49ers che i Chiefs vinsero per 31-20, conquistando il primo titolo dopo cinquant'anni. In quella partita ricevette un passaggio da 2 yard e ritornò 3 kickoff a una media di 19,3 yard l'uno.
Nella finale della AFC dei playoff 2020-2021 Hardman segnò un touchdown su ricezione nella vittoria sui Buffalo Bills che qualificò i Chiefs al secondo Super Bowl consecutivo, poi perso contro i Tampa Bay Buccaneers.
Nella settimana 7 della stagione 2022 Hardman divenne il primo ricevitore dell'era Super Bowl a segnare due touchdown su corsa e uno su ricezione nella stessa partita.

### New York Jets
Il 22 marzo 2023 Hardman firmó con i New York Jets. In cinque partite con la squadra ricevette un solo passaggio da sei yard.

### Ritorno ai Chiefs
Il 18 ottobre 2023 Hardman fu scambiato con i Kansas City Chiefs per una scelta del sesto giro del Draft 2025. Nel Super Bowl LVIII ricevette il touchdown della vittoria ai tempi supplementari, per il 25–22 finale sui 49ers, dando a Hardman il suo terzo anello.

### Green Bay Packers
Il 18 marzo 2025 Hardman firmò un contratto di un anno con i Green Bay Packers.

## Palmarès

### Franchigia
- Super Bowl : 3

Kansas City Chiefs: LIV, LVII, LVIII
- American Football Conference Championship: 4

Kansas City Chiefs: 2019, 2020, 2022, 2023

### Individuale
- Convocazioni al Pro Bowl: 1

2019
- Second-team All-Pro: 1

2019
- PFWA All-Rookie Team - 2019